# Henry Glaß
Henry Glaß (n. 15 februarie 1953, Rodewisch, Saxonia, Germania) este un săritor cu schiurile ce a reprezentat Germania, medaliat olimpic. A participat la 3 ediții ale Jocurilor Olimpice (1972, 1976, 1980) în care a câștigat o medalie de bronz.